# Jean Feyte
Jean Feyte est un monteur français, né le 21 septembre 1903 à Marseille et mort le 4 janvier 1996 à Melun.

## Biographie
Jean Feyte a fait ses études secondaires à Marseille avant d'entrer à l'École supérieure d'électricité dont il sort diplômé. Il est également licencié en sciences.
Après une brève carrière d'ingénieur, il « monte » à Paris où il commence une nouvelle vie dans le cinéma. Il crée le métier de monteur qui contribue, en collaboration avec le metteur en scène, à l'élaboration du film. Le montage permet de donner au film son rythme et met en valeur les scènes importantes, en coordonnant dialogues et musique, tout ceci avec le matériel brut fourni par le metteur en scène. Il a collaboré avec les plus grands : Carné, Decoin, Dreville, Duvivier, Anouilh, Bresson. Il meurt en 1996, après avoir monté, jusqu'à un âge avancé, de nombreux films.
Il avait épousé Marie-Rose Sudre. Leur fille Nicole Marie-Gabrielle est apparue à 5 ans dans un film de Noël-Noël. Sur les conseils de son père, sa carrière d'actrice se borne à ce film et elle devient ultérieurement angliciste.

## Filmographie
- 1931 : Pas un mot à ma femme d'André E. Chotin
- 1931 : Bric-a-brac et compagnie d'André E. Chotin
- 1931 : La Fine Combine d'André E. Chotin
- 1932 : Le Rosier de Madame Husson de Bernard-Deschamps
- 1933 : Knock, ou le triomphe de la médecine de Roger Goupillières
- 1934 : Roi de Camargue de Jacques de Baroncelli
- 1934 : Aux portes de Paris de Charles Barrois et Jacques de Baroncelli
- 1935 : Retour au paradis de Serge de Poligny
- 1935 : Princesse Tam Tam d'Edmond T. Gréville
- 1939 : La Charrette fantôme de Julien Duvivier
- 1939 : La Tradition de minuit de Roger Richebé
- 1939 : Trois de Saint-Cyr de Jean-Paul Paulin
- 1940 : Le Café du port de Jean Choux
- 1941 : Les Jours heureux de Jean de Marguenat
- 1942 : La Maison des sept jeunes filles d'Albert Valentin
- 1942 : La Femme que j'ai le plus aimée de Robert Vernay
- 1942 : Le Bienfaiteur d'Henri Decoin
- 1942 : Romance à trois de Roger Richebé
- 1943 : Le Baron fantôme de Serge de Poligny
- 1943 : Le Comte de Monte Cristo, 1re époque : Edmond Dantès de Robert Vernay
- 1943 : Le Comte de Monte Cristo, 2e époque : Le châtiment de Robert Vernay
- 1943 : À la belle frégate d'Albert Valentin
- 1943 : Arlette et l'amour de Robert Vernay
- 1944 : Le Voyageur sans bagages de Jean Anouilh
- 1945 : La Fiancée des ténèbres de Serge de Poligny
- 1945 : Les Dames du Bois de Boulogne de Robert Bresson
- 1945 : La Ferme du pendu de Jean Dréville
- 1946 : Les Portes de la nuit de Marcel Carné
- 1946 : Copie conforme de Jean Dréville
- 1946 : Monsieur Vincent de Maurice Cloche
- 1948 : La Bataille de l'eau lourde de Jean Dréville
- 1949 : Suzanne et ses brigands d'Yves Ciampi
- 1949 : Mission à Tanger d'André Hunebelle
- 1949 : Un certain monsieur d'Yves Ciampi
- 1949 : Millionnaires d'un jour d'André Hunebelle
- 1950 : Brune ou blonde, court métrage de Jacques Garcia
- 1950 : Les femmes sont folles de Gilles Grangier
- 1950 : Méfiez-vous des blondes d'André Hunebelle
- 1951 : Caroline chérie de Richard Pottier
- 1951 : Deux sous de violettes de Jean Anouilh
- 1951 : Ma femme est formidable d'André Hunebelle
- 1952 : Le Duel à travers les âges (Court-métrage) de Pierre Foucaud
- 1952 : Massacre en dentelles d'André Hunebelle
- 1952 : Ouvert contre X de Richard Pottier
- 1952 : Monsieur Taxi d'André Hunebelle
- 1952 : La Fille au fouet de Jean Dréville
- 1952 : Le Rideau rouge d'André Barsacq
- 1953 : Mon mari est merveilleux d'André Hunebelle
- 1953 : La Môme vert-de-gris de Bernard Borderie
- 1953 : Les Détectives du dimanche de Claude Orval
- 1953 : Les Trois mousquetaires d'André Hunebelle
- 1954 : Les Révoltés de Lomanach de Richard Pottier
- 1954 : Les femmes s'en balancent de Bernard Borderie
- 1954 : Cadet-Rousselle d'André Hunebelle
- 1955 : Série noire de Pierre Foucaud
- 1955 : Fortune carrée de Bernard Borderie
- 1955 : L'Impossible Monsieur Pipelet d'André Hunebelle
- 1956 : Mémoires d'un flic de Pierre Foucaud
- 1956 : La Foire aux femmes de Jean Stelli
- 1956 : Mannequins de Paris d'André Hunebelle
- 1956 : Je reviendrai à Kandara de Victor Vicas
- 1957 : Bonjour Toubib de Louis Cuny
- 1957 : Les Collégiennes d'André Hunebelle
- 1957 : Casino de Paris d'André Hunebelle
- 1957 : Mademoiselle Strip-tease de Pierre Foucaud
- 1958 : Le Désert de Pigalle de Léo Joannon
- 1958 : À pied, à cheval et en spoutnik de Jean Dréville
- 1959 : Arrêtez le massacre d'André Hunebelle
- 1959 : Le Bossu d'André Hunebelle
- 1960 : Le Capitan d'André Hunebelle
- 1961 : Le Miracle des loups d'André Hunebelle
- 1962 : Les Sept péchés capitaux de Philippe de Broca
- 1962 : Les Mystères de Paris d'André Hunebelle
- 1963 : Méfiez-vous, mesdames d'André Hunebelle
- 1964 : Les Oliviers (court-métrage) de Dimitris Kollatos
- 1964 : Banco à Bangkok pour OSS 117 d'André Hunebelle
- 1964 : Le Gendarme de Saint-Tropez de Jean Girault
- 1964 : Fantomas d'André Hunebelle
- 1965 : Furia à Bahia pour OSS 117 d'André Hunebelle
- 1965 : Fantomas se déchaîne d'André Hunebelle
- 1966 : Le Diabolique docteur Z (Miss Muerte) de Jesús Franco
- 1967 : Les Arnaud de Léo Joannon
- 1969 : Qu'est-ce qui fait courir les crocodiles ? de Jacques Poitrenaud